# Club Atlético San Martín (San Juan)
El Club Atlético San Martín es una institición polideportiva de la ciudad de San Juan, provincia de San Juan, Argentina. Actualmente milita en la Liga Profesional Argentina, máxima categoría del fútbol argentino.
Fue fundado el 27 de septiembre de 1907 y es conocido popularmente como El Verdinegro o El Santo. Es el equipo más ganador de campeonatos regionales de la Liga Sanjuanina de Fútbol.
Juega de local en el Estadio Ingeniero Hilario Sánchez, estadio del cual el club es propietario, pero en ocasiones lo hace en el Estadio del Bicentenario, el cual pertenece a la Provincia de San Juan. Si bien su principal actividad deportiva es el fútbol en esta institución también se practican hockey, vóley, entre otros. Su hinchada es popularmente conocida como La Banda del Pueblo Viejo.
Por todos sus logros este equipo se lo considera como el más grande de la provincia de San Juan, ya que es el único de esta provincia que le pudo ganar a todos los denominados grandes del fútbol argentino.

## Historia

### Orígenes
Fundado el 27 de septiembre de 1907, en la esquina de 25 de mayo y Gral. Acha, en la peluquería de don Octavio Alcota Siglo XX, por un grupo de jóvenes socios del club Atlético de la Juventud (hoy Atlético de la Juventud Alianza). Un grupo de jóvenes entusiastas y amantes del fútbol se reunió con un fin: crear al Club Atlético San Martín. Integrados por los Hermanos Ormeño, Lubergildo Coll y Matias Cuello, entre otros, quienes pertenecían al grupo de los residentes al norte de la calle 25 de mayo (en tono burlesco apodados "los negritos"). Luego de una discusión en un cumpleaños de 15 con los que residían en la zona central de la ciudad, quienes se hacían llamar "los negritos", tomaron la decisión de irse del club y formar uno propio. Bautizaron al club con el nombre de San Martín, en honor a uno de los próceres más importantes de Sudamérica, y eligieron los colores negro y verde; el primero porque ellos eran "los negritos" y el segundo porque es el color de la esperanza. El club mantuvo siempre los colores verde y negro en su escudo y camiseta. El acta de fundación se realizó en la peluquería de Don Octavio Alcota quien fue elegido como primer presidente honorario; el primer titular del club fue Don Amador Navarro.

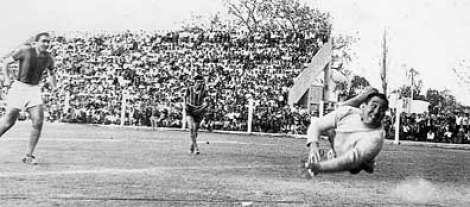
Rogelio Mallea atajando para San Martín en el Hilario Sánchez.

Con la intención de hacerse conocer por la sociedad sanjuanina, organizaron un torneo de fútbol e invitaron a los clubes Belgrano, Sarmiento, Estudiantes de Fruticultura (que luego pasaría a llamarse Sportivo Desamparados) y Pacífico, para que participaran. 
El primer partido oficial fue ante Sarmiento y San Martín ganó 3-1. "San Martín tiene un juego afiligranado y científico", dijo el diario local "El Noticioso", con conceptos de aquella época.
En 1910, ya insertado en el mundo futbolístico local, San Martín jugó en la plaza San Pantaleón, antiguamente ubicada en la intersección de Mendoza y San Luis, su primer partido interprovincial. Fue ante Arenales, de Capital Federal 
En ese año, 1910, logró su primer título sanjuanino -aventajando por puntos a Atlético de la Juventud y a Juventud Mendocina, sus dos principales rivales- y también otros seis trofeos, convirtiéndose ya por entonces en un club popular.

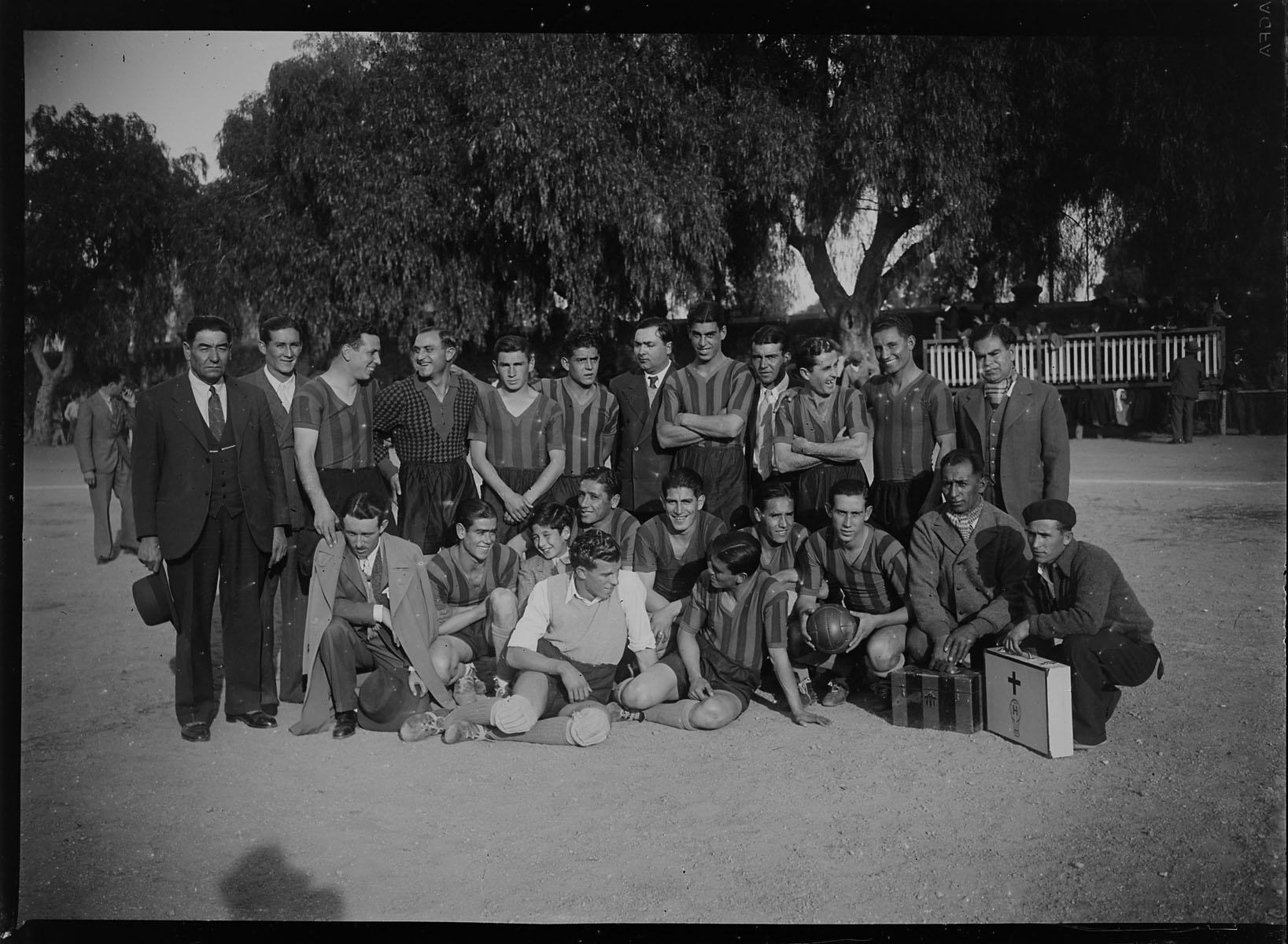
San Martín en San Luis, hacia el año 1930.
Posan alegremente haciendo algún chiste, jugadores del verdinegro junto a sus utileros y se cola en la foto el utilero del Club Huracán, lo que permite deducir algún enfrentamiento entre ambos en la "Cancha Colón", actual terminal de ómnibus de la capital sanluiseña.

Para San Martín, la vida social por esos días era fundamental, entonces sus dirigentes organizaban fiestas.
En el año 1913 rompió relaciones con Atlético de la Juventud. Algunos directivos estaban muy enojados con sus rivales después de un partido conflictivo aunque otros no coincidían con la medida y se los consideró "rebeldes". Benjamín Conturso -por ese entonces el presidente- organizó una fiesta aniversario y convocó a esos rebeldes, tales como Vicente Coralli, Mauricio Ventimiglia, Gregorio Ormeño, José Pérez, Emilio Enrico y Amaro Garay. Esa medida venció a los denominados integrantes del "Círculo de Hierro" (los dirigentes conservadores y enojados con Atlético) y se olvidaron los rencores. La fiesta fue en la casa de don Aristóbulo Murúa, lugar que después fue preparado para las asambleas generales, donde existía una especie de bufete y además se practicaba esgrima y boxeo.
Cuenta la historia que en el año 1921 se creó la Liga Sanjuanina de fútbol y San Martín salió campeón. Los diarios de aquella época, Debates, Nueva Era y Diario Nuevo, elogiaron al equipo Verdinegro y lo consideraron como el merecido campeón. 
Con una derrota ante Alianza por 2-1) y cinco triunfos -entre ellos a Pacífico, Desamparados y la revancha con Atlético. Integraron ese plantel Ignacio Luis Saavedra, Ángel Cáceres, Segundo Cabaña, Norberto González, Pedro Gil, Severo Riveros, Carlos Díaz, Tomás González, Isidro y Alberto Garramuño, Carlos Dávila, Alexis Juárez, Toribio Zapata y Gabriel Calívar, entre otros.

### Llegada a la AFA

#### Copa de la República
En 1943, San Martín se coronó campeón por octava vez de la Liga y obtuvo el derecho de participar de la edición inaugural de la Copa de la República, la cual fue la primera copa nacional organizada por la AFA en reunir a clubes de las distintas regiones del país. De esa forma, el verdinegro se convirtió en el primer club de la provincia en participar en una competición de la AFA.
El 21 de noviembre, hizo su debut en la copa ante Nacional Vélez Sarsfield Pacífico, donde quedó eliminado al caer por 2 a 1. El único tanto en el empate parcial de Antuña fue el primero del verdinegro en la AFA.

#### Torneo Regional
En 1967 se coronó por decimoséptima vez en la Liga, y obtuvo el derecho de participar en el Torneo Regional, certamen que otorgaba plazas al Campeonato Nacional de la Primera División de la AFA.
El 28 de julio de 1968, hizo su debut en el torneo en La Rioja ante Unión, venciendo por 4 a 2. El 4 de agosto, venció a los riojanos por 5 a 1 en San Juan y se clasificó a la final. El 11 de agosto recibió a Independiente Rivadavia y fue derrotado por 4 a 1. El 15 de agosto visitó a los mendocinos y logró vencerlos por 1 a 0, pero no logró revertir el resultado global y se quedó sin la plaza al Campeonato Nacional.

#### Torneo Promocional
Como perdedor de la final del Torneo Regional, fue uno de los cuatro clasificados al Torneo Promocional, certamen complementario de Primera División. El 1 de septiembre hizo su debut en el torneo, igualando por 2 a 2 ante Banfield. Una semana después llegó su primer triunfo, al vencer por 1 a 0 a San Lorenzo en Mar del Plata. Cerró su participación en el torneo el 30 de noviembre, venciendo a Huracán de Corrientes en la última y alcanzando el tercer lugar con aquel triunfo.

### Llegada al Campeonato Nacional
En 1969 se coronó por decimoctava vez en la Liga, y clasificó nuevamente al Torneo Regional. El 26 de julio de 1970 inició su participación en el torneo venciendo por 4 a 1 a Américo Tesorieri, asegurando el triunfo al vencer por 1 a 0 en La Rioja, clasificando nuevamente a la final por la plaza al Campeonato Nacional.
El 9 de agosto, viajó a Santa Rosa para enfrentar a All Boys y, con el gol de Muñoz a 15 minutos del final de partido, logró igualar por 1 a 1. El 16 de agosto se disputó el partido definitorio en San Juan, igualando nuevamente por 1 a 1. Finalmente, desde el punto penal, San Martín logró adjudicarse la plaza con la anotación de Cardozo y con el fallo de All Boys en su tiro.

#### Debut en Primera División
El 6 de septiembre, hizo su debut en el campeonato igualando por 1 a 1 con Atlanta en San Juan. El 8 de octubre logró su primer triunfo, al vencer por 5 a 2 a Kimberley. El 11 de octubre, enfrentó por primera vez a uno de los cinco grandes: a Independiente, cayendo por 3 a 0. El 28 de octubre, recibió por primera vez a Boca Juniors, logrando igualar por 2 a 2.

#### Triunfo histórico
El 5 de diciembre, por la fecha 17, logró vencer por 2 a 1 a Independiente. Los goles del verdinegro los convirtió Héctor Millicay.
Se despidió del campeonato cayendo por 2 a 0 ante Boca Juniors en La Bombonera, finalizando último en la zona B.

### Últimos regionales
En 1977 volvió a coronarse campeón de la Liga, clasificando nuevamente al Torneo Regional de 1978, donde quedó rápidamente eliminado ante Juventud Unida Universitario en los tiros desde el punto penal.
En 1980 volvió a disputar el Torneo Regional en el Grupo 4, donde quedó afuera de la final al caer por 2 a 1 ante Andino en La Rioja por la última fecha. Ese mismo año obtuvo su vigésimo campeonato de la Liga y se clasificó al Torneo Regional de 1981, donde logró superar el Grupo 4 y llegó a la final, donde cayó ante Huracán de San Rafael, para luego caer en el repechaje ante Loma Negra.

### En el Torneo del Interior
En 1986 participó en la edición inaugural del Torneo del Interior, donde perdió el ascenso al Campeonato Nacional B ante Unión de Villa Krause.
En el torneo de 1988-89, logró alcanzar la fase final de la Región Cuyo, pero no logró clasificarse a los Torneos Zonales, luego de vencer por 2 a 1 en la última fecha a Juventud Alianza.
En el torneo de 1989-90, logró clasificarse a los Torneos Zonales, tras lograr el segundo lugar en la fase final gracias a sus triunfos antr Colegiales de Villa Mercedes, con quien había igualado en puntos y goles. En el Zona Sureste, logró superar a Argentino Oeste al vencerlo por 3 a 1 en San Nicolás y por 1 a 0 en San Juan; pero no pudo vencer a Atlanta, con quien cayó por 1 a 0 en el tiempo suplementario.

### El ascenso al Nacional B
En el Torneo del Interior de 1990-91, realizó una buena campaña en la Región Cuyo, donde solo perdió ante Juventud Unida Universitario, y se clasificó nuevamente a los Torneos Zonales. En el Zonal Sureste, logró alcanzar la final tras superar a Estudiantes, tras igualar 1 a 1 en Caseros y vencer por 1 a 0 en San Juan, y a Olimpo, tras vencer por 2 a 0 de local y caer por 1 a 0 en Bahía Blanca.
El 18 de mayo, visitó Mendoza para enfrentarse a Gimnasia y Esgrima, donde logró vencer por 1 a 0 con el gol de Cuvertino. El 26 de mayo se disputó el partido definitorio en el Estadio Hilario Sánchez, donde con goles de Leal y Cuvertino, venció por 2 a 0 y ascendió por primera vez al Nacional B.

#### Primer descenso
El 10 de agosto hizo su debut en el Nacional B, triunfando por 1 a 0 sobre Morón de visita. El buen inicio se fue alejando con el correr del torneo, donde tuvo muy pocos triunfos y en la mayoría de sus partidos empató y perdió, y la disputa por no descender no tardó en aparecer. Finalmente, el 24 de mayo por la penúltima fecha, cayó de local por 3 a 1 ante Talleres de Córdoba  quedando condenado al descenso. Se despidió del torneo cayendo por 5 a 1 ante San Martín en Tucumán.

### Retorno a la B Nacional
En el Torneo del Interior de 1992-93, logró superar la Región Cuyo únicamente perdiendo con Independiente Rivadavia y se clasificó a los Torneos Zonales; sin embargo, quedaría rápidamente eliminado del Zonal Sureste al caer ante San Miguel. En el torneo de 1993-94, logró clasificarse hasta las semifinales, donde quedaría eliminado por Guaraní Antonio Franco.
En el torneo de 1994-95, volvió a repetir una buena campaña, superando las primeras tres fases. El 9 de julio recibió a Cipolletti, que necesitaba ganar para arrebatarle el torneo, por la última fecha de la fase final. El primer tiempo finalizó 2 a 1 a favor de la visita, con el gol de Ortiz en el parcial empate; pero en el segundo tiempo, los goles de Artés y Leal lograron dar vuelta el marcador. De esa forma, San Martín conseguía su primer título en la AFA y retornaba a la B Nacional.

#### Segundo ascenso a laB Nacional(1995)[28]
La tarde/noche de aquel domingo 9 de julio de 1995, San Martín se jugaba la gran carta de lograr el ascenso a la B Nacional. Estaba en la última etapa del Torneo del Interior. Era un cuadrangular final. Faltando solo una fecha el Verdinegro lideraba con 7 puntos. A uno estaba Cipolletti, de Río Negro. Con 5 seguía Antoniana de Salta y con solo un punto completaba Rosamonte, de Misiones. Los dos últimos ya sin chances. Como en ese entonces la victoria daba dos puntos y el empate uno, a San Martín le alcanzaba con empatar para quedar primero y ascender. Eso sí, una derrota lo dejaba con las manos vacías.
El equipo venía de ganarle a Antoniana por 2-0, pero habían surgido problemas. Imponderables, si se quiere. Un virus gripal había atacado al plantel. Los más perjudicados eran Dillon y Mario Artés. El segundo de los mencionados cuenta: "En la concentración previa nos metieron, al Flaco y a mí, en una misma habitación, algo que nunca había pasado. Es que generalmente van los delanteros por un lado y los defensores por otro. Era para que no contagiáramos más a los otros. Teníamos fiebre. Entonces nos empezaron a traer vino tinto para que transpiráramos. Nos tapaban con frazadas. Juro que casi ni aguantaba..." Dillon agrega: "Mirá lo que son las cosas. Mario hizo el segundo gol. Y, después, yo le pedí a Comelles que me sacara porque no daba más. Entró el Yiyo Leal y se despachó con el tercer gol. El destino es así..."
El partido cumbre tenía un ausente que, en los años posteriores, sería el jugador con más presencias en el equipo verdinegro: Rodolfo Rodríguez. El Roly arrastraba una lesión y, pese a haber jugado la fecha anterior ante los salteños, volvió a quedar afuera de los 16 mientras que Purruco Antuña recuperaba la titularidad. Roly es expresivo contando cómo vivió el partido ante Cipolletti: "Se me viene a la memoria la cantidad de gente que hubo ese día. Antes de que los muchachos salieran a la cancha estuve en el camarín y, cuando me quise ir a la tribuna, porque el árbitro no me dejó estar en la boca del túnel, no tenía lugar. Me tuve que subir al techo de la entrada al estadio con Fabio Garbi, que en ese entonces hacía camarines para Radio Colón. El techo que está en la puerta que da a calle Entre Ríos. Como me conocieron, dejaron que me subiera..."
Ese día era tanto el público que no había espacio ni siquiera para que entraran los jugadores a los camarines. Cuando llegó el plantel verdinegro lo tuvieron que hacer pasar por la puerta que da a la platea Oeste. Y, de ahí, luego de saltar cada uno con sus bolsos por una pared divisoria, abrieron la puertita que hay en el alambrado para que cruzaran hasta el camarín que está debajo de la tribuna Este.
Otro que llegó y se encontró con la muchedumbre fue el árbitro Horacio Cordero (después subió a Primera división). Cuando llegó hasta el camarín, luego de ser escupido e insultado de mil maneras, llamó al presidente Chica y le dijo: "Este partido está suspendido. Así no puede empezar. Acá no hay garantías..." A lo que Chica le respondió: "Está bien, pero llame a su casa y despídase de su familia. Porque de aquí no salimos vivos ni usted ni yo..." Mediante una llamada en celular (recién estaban en vigencia), el gobernador Jorge Escobar (que ya estaba en la tribuna junto con Ricardo Bochini, un invitado de lujo) se comunicó con Cordero y le dio todas las garantías. El árbitro depuso su actitud y entró a dirigir.
El partido en sí fue pura emoción. Empezó ganando Cipolletti (gol de Juan Sánchez a los 35'), empató San Martín (el Beto Ortiz, a los 38') y de nuevo pasó arriba la visita (Osterrieth, a los 40'). En el entretiempo, todos estaban con el corazón en la boca. Caras largas y angustiadas. Pero llegó el complemento y se dio vuelta la historia. El Vikingo Artés empató a los 8' y el Yiyo Leal (que había reemplazado a Dillon a los 10') estampó el 3-2 a los 16' ante el delirio general.
Después todo fue fiesta. Fuegos artificiales y bombas de estruendo. Con la resignación de los hinchas visitantes.
Los héroes de aquella inolvidable noche fueron: Walter Bernabé, Juan Yanzón, Raúl Gómez, Mario Artes, Pablo Saavedra, Gustavo Celani, Ariel Moyano, Omar Vargas, Ricardo Dillon, Alejandro Ortiz, Raúl Anuña y Néstor Leal, acompañados del DT Pablo Comelles.
Al otro día, algo conmovedor. Se organizó una caravana increíble a la Difunta Correa, debido a que muchos integrantes del plantel habían hecho promesas. Los jugadores rezaron y dejaron una camiseta autografiada por todo el plantel en el paraje. Fueron acompañados por miles de simpatizantes.
San Juan entraba otra vez en el fútbol profesional (el Verdinegro subió en la temporada 91-92, pero descendió a la siguiente). Todo un pueblo había acompañado aquella inolvidable epopeya.

### Primer ascenso a Primera División (2007)
Tonegol Tonelotto gritando con toda su alma el gol al último segundo de partido que le daba por primera vez el ascenso a la máxima categoría de fútbol, provocando que el Hilario Sánchez se llenará de emoción, las casi 12 mil almas que estaba en la cancha ingresaron y abrazaron al plantel campeón.
Huracán y San Martín se enfrentaban en San Juan, en lo que era la revancha de la final por el segundo ascenso. En la ida, victoria 1-0 del Globo.
Lo que necesitaba el Santo para poder ascender era un triunfo por dos goles o bien una victoria por uno, que estire la definición a los penales. Entonces, era previsible que el equipo de Teté Quiroz vaya en busca del encuentro casi desde el minuto cero. Y si bien fue así, se encontró con un rival como Huracán que le planteó el juego de igual manera. Las circunstancias hicieron que dos equipos ofensivos se enfrentaran en la final.
Comenzaba el partido en San Juan y luego de la mano de la polémica mano de Hugo Barrientos, el árbitro sanciona penal a favor de San Martín que con un fuerte derechazo de Luis Tonelotto a la izquierda de Leo Díaz y gol del Santo para poner la serie en igualdad.
Entonces, ya con esta parte de la historia a favor de San Martín, Huracán pisó un poquito más el acelerador y arrinconó a su rival. Tanto, que a los 48 minutos iba a conseguir su premio. Claudio Úbeda, líder y capitán de un equipo que juega muy bien tiró un centro desde la mitad de la cancha, que cayó en la cabeza de Joaquín Larrivey. El delantero la tocó y sorprendió a su marcador y al arquero César Monasterio, que nada pudo hacer. 1-1 y ahora el Globo era el que se trepaba a la primera división.
San Martín se plantó en campo rival y decidió tirarle centros a Tonelotto, su goleador, que en más de una vez mojó en los minutos finales. Así y todo, el Globo se las rebuscó bastante bien para rechazar todo tipo de ataque sanjuanino. Iban 45 minutos del segundo tiempo y los hinchas del Globo ya festejaban el ascenso a cuentas. Huracán volvía a la máxima categoría tras cuatro temporadas de sufrimiento y frustraciones. Pero otro fallo arbitral (esta vez un poco más discutible) le iba a arruinar la noche al Turco Mohamed y compañía. Daniel Giménez, el árbitro, cobró una falta muy dudosa en la puerta del área y el Santo no la desaprovechó. Gol de San Martín cuando nadie se lo esperaba. El zurdazo que sacó Sebastián Brusco pasó entre la barrera y se metió a la derecha de un Leo Díaz que se estiró, pero no pudo llegar. Sorpresa en Cuyo. Ahora, la definición volvía a irse al alargue.
Pero no todo se iba a quedar ahí. Las protestas de los hombres de Huracán, que se cobraron la expulsión del entrenador, hicieron que el árbitro adicione, pero en forma exagerada, ocho minutos en los que todo podía llegar a pasar.
Tonelotto marcó en el minuto 52 del segundo tiempo gol del ascenso al Verdinegro con una impactante volea de media vuelta a una pelota que venía muy alta, producto de un rechazo trabado. Aguantando la marca de Úbeda, que lo tenía sujetado del cuello, Tonegol empalmó y dejó sin chances al arquero del Globo, cambiando una situación que algunos segundos atrás estaba desfavorable.
El gol trajo la explosión de los dos lados. No hubo tiempo para nada. La gente de San Juan comenzó a festejar, mientras los de Huracán se volcaron contra el árbitro protestando la decisión de Giménez. La gente invadió el campo de juego y todo se volvió un caos, que terminó con los jugadores del Globo peleándose con la policía y la hinchada sanjuanina.
A pesar de los incidentes del final y las polémicas arbitrales, el sábado 16 de junio del 2007 es un día inolvidable para todos los hinchas de San Martín porque ese día, de la mano de Teté Quiroz, logró ascender a primera división por primera vez en su historia. Los héroes de esa tarde mágica fueron César Monasterio, Sergio Plaza, Sebastián Brusco, Ariel Agüero, Alejandro Gómez, Mario Pacheco, Félix Décima, Facundo Torres, Gabriel Roth, Lisandro Sacripanti y el Tonegol.
| \| Formación \| \| Cesar Monasterio \| \| Alejandro Gomez \| \| Sergio Plaza \| \| Sebastián Brusco \| \| Ariel Agüero \| \| Félix Décima \| \| Mario Pacheco \| \| Facundo Torres \| \| Gabriel Roth \| \| Luis Tonelotto \| \| Lisandro Sacripanti \| \| Fernando Quiroz \| C. Monasterio · A. Gomez · S. Brusco · S. Plaza · A. Aguero · F. Decima · M. Laciar / · G. Roth · M. García / · L. Sacripanti · M.Pacheco · L. Tonelotto · F. Torres / · H. Fullana · |
| Formación |
| Cesar Monasterio |
| Alejandro Gomez |
| Sergio Plaza |
| Sebastián Brusco |
| Ariel Agüero |
| Félix Décima |
| Mario Pacheco |
| Facundo Torres |
| Gabriel Roth |
| Luis Tonelotto |
| Lisandro Sacripanti |
| Fernando Quiroz |

| Formación           |
| Cesar Monasterio    |
| Alejandro Gomez     |
| Sergio Plaza        |
| Sebastián Brusco    |
| Ariel Agüero        |
| Félix Décima        |
| Mario Pacheco       |
| Facundo Torres      |
| Gabriel Roth        |
| Luis Tonelotto      |
| Lisandro Sacripanti |
| Fernando Quiroz     |

### Segundo ascenso a Primera División (2011)[34]

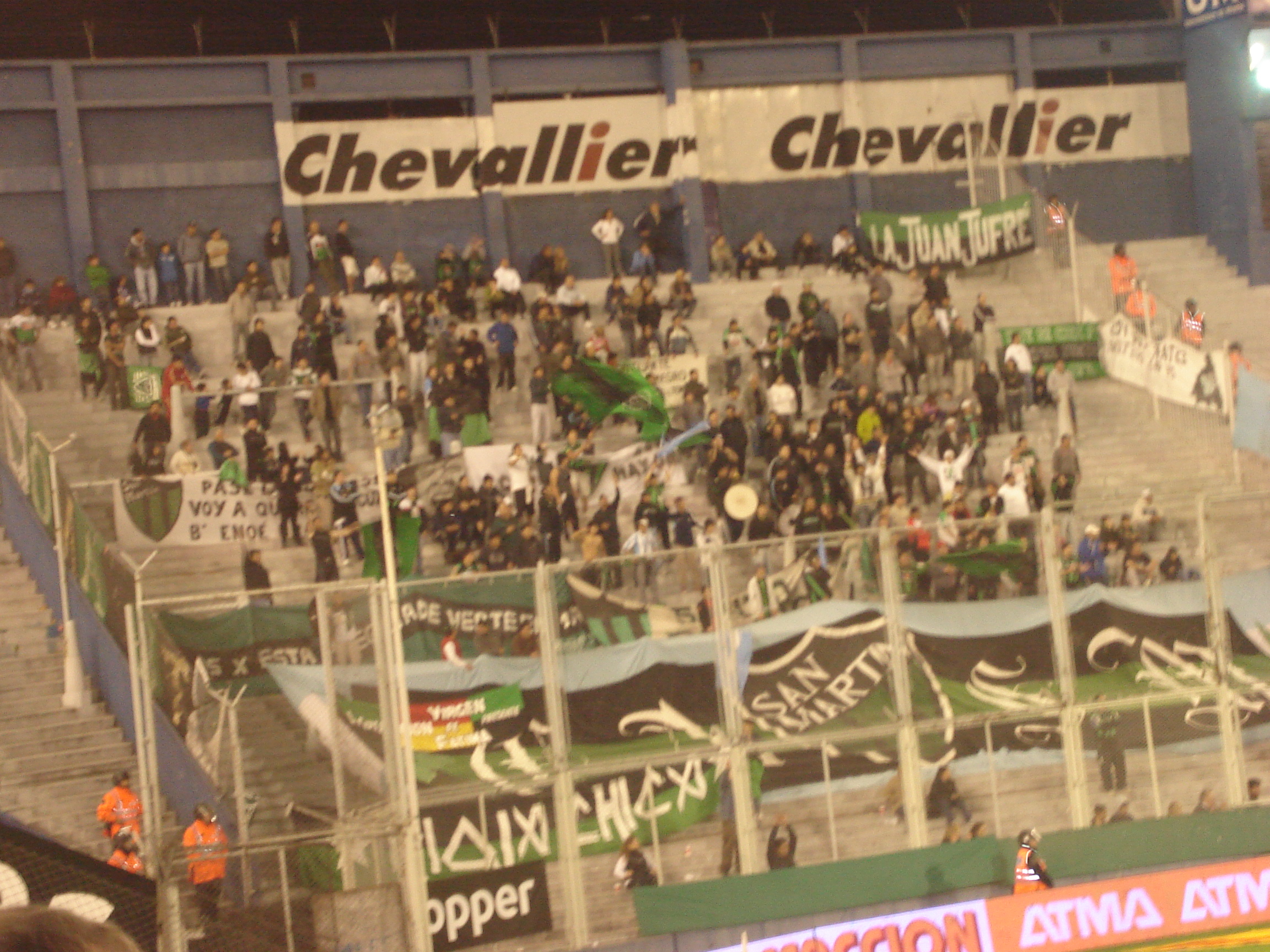
Hinchas de San Martín presenciando un partido ante Vélez Sarsfield en el José Amalfitani, en el Apertura 2011.

Durante el campeonato de B Nacional de 2010/11 San Martín tuvo muchos altibajos. Estuvo muy cerca de poder llegar a los primeros dos puestos que conseguían el ascenso directo, sin embargo terminó en la tercera posición, por lo que debía jugar dos partidos con Gimnasia La Plata que había terminado 3.º de abajo para arriba en la tabla de descenso de primera división de ese año
En el choque de ida, el verdinegro había logrado ganar por la mínima diferencia con un tanto del delantero brasilero Roverbal. Y en el Bosque el 30 de junio de 2011, con un gol de Penco, logró la igualdad 1-1 que le permitió a los de Concepción lograr su segundo ascenso a la máxima categoría del fútbol argentino. 
Además, mandaba a la B nada menos que al Lobo de Guillermo Barros Schelotto que había regresado al club de sus amores luego de algunas temporadas en Estados Unidos, con el objetivo de mantenerlo en Primera. 
Equipazo por donde se lo mire. Con Luciano Pocrnjic firme bajo los tres palos, Emmanuel Mas que se afianzaba en la defensa, Federico Poggi que la rompía, Ezequiel Videla impasable, Roverbal que atravesaba su mejor momento y Sebastián Penco que destrozaba las redes, San Martín volvía a Primera luego de superar a Gimnasia en la Promoción de 2011. Ellos, acompañados de grandes jugadores como Marcos Galarza, Cristian Grabinski, Rubén Zamponi, Reinaldo Alderete y Raúl Quiroga, siempre con una labor impecable de Daniel Garnero en el banco.
| \| Formación \| \| Luciano Pocrnjic \| \| Emmanuel Mas \| \| Cristian Grabinski \| \| Marcos Galarza \| \| Rubén Zamponi \| \| Reinaldo Alderete \| \| Federico Poggi \| \| Ezequiel Videla \| \| Raúl Quiroga \| \| Sebastián Penco \| \| Roverbal \| \| Daniel Garnero \| Pocrnjic · Mas · Grabinski · Zamponi · Galarza · Videla · Alderete / · Poggi · Roverbal / · Barreiro · Alderete · Penco · Quiroga/ · Cantero · |
| Formación |
| Luciano Pocrnjic |
| Emmanuel Mas |
| Cristian Grabinski |
| Marcos Galarza |
| Rubén Zamponi |
| Reinaldo Alderete |
| Federico Poggi |
| Ezequiel Videla |
| Raúl Quiroga |
| Sebastián Penco |
| Roverbal |
| Daniel Garnero |

| Formación          |
| Luciano Pocrnjic   |
| Emmanuel Mas       |
| Cristian Grabinski |
| Marcos Galarza     |
| Rubén Zamponi      |
| Reinaldo Alderete  |
| Federico Poggi     |
| Ezequiel Videla    |
| Raúl Quiroga       |
| Sebastián Penco    |
| Roverbal           |
| Daniel Garnero     |

### Triunfo histórico
El 13 de abril de 2013, San Martín recibió en el Hilario Sánchez a Boca Juniors, en el enfrentamiento por la novena fecha del Torneo Final. El equipo sanjuanino estaba en un momento paupérrimo en el torneo, ya que no ganaba desde la fecha 11 el torneo pasado, acumulando 16 partidos sin ganar por el campeonato, y se encontraba en vilo con el descenso. Por su parte, el cuadro dirigido por el mítico Carlos Bianchi tampoco estaba en un buen momento, ya que no ganaba desde la primera fecha del torneo, habiendo empatado la mayoría de sus partidos hasta ese momento, pero venía con un buen pasar en el marco internacional tras clasificarse a octavos de final de la Copa Libertadores.
Pasadas las 16 horas, el partido inició y rápidamente el marcador fue abierto por Osorio Botello a los 2 minutos de juego, luego de un errado despeje de Burdizzo. A los 9 minutos, Osorio y Luna tuvieron sendas oportunidades de ampliar el marcador, pero fueron rechazados por el arquero Ustari. A los 20 minutos, una errada salida de Ustari, le permitió anotar a Luna el 2 a 0 de tiro libre. A los 38 minutos, una falta dentro del área le permitió a Boca descontar desde el punto; sin embargo, dos minutos después, Landa de cabeza anotaría el 3 a 1, y sobre el final del partido Osorio pondría el 4 a 1 que cerró el primer tiempo. A los 9 minutos del segundo tiempo, Osorio marcó su tercer gol en el partido, ampliando la goleada a 5 a 1, y a los 16 minutos, Penco puso el 6 a 1 definitivo, logrando una histórica goleada y una de las goleadas más abultadas sufrida por Boca en su historia. El triunfo le permitió sumar en la Tabla de Promedios, donde se encontraba comprometido con el descenso.

### Campaña del tercer ascenso a Primera División (2014)
San Martín lo hizo nuevamente, como en el 2007 ante Huracán en Concepción y como en el 2011 frente a Gimnasia en La Plata, el domingo 7 de diciembre, en el estadio Hilario Sánchez, repitió hazaña y regresó a Primera División.
San Martín se propuso ascender aunque se endeudara económicamente, y lo logró. Quizá con el último suspiro, cuando todo indicaba que podía ascender antes. Para llegar a esto muchos acontecimientos pasaron desde el 10 de agosto cuando arrancó al temporada superando a Douglas Haig en el Hilario Sánchez hasta la tarde del 7 de diciembre.
Porque entremedio hubo de todo. Desde goleadas, derrotas incomprensibles, la mala racha jugando de visitante, las 5 fechas sin hacer goles, el poderío absoluto de local (nunca perdió en casa), el tirón de orejas al capitán del barco Rubén Forestello cuando en el inicio el equipo no aparecía y un plantel que mostró divisiones pero que se unió para el fin anhelado.
Tuvo una primera rueda soñada. Y una segunda para el olvido. Pero ese colchón de puntos que acumuló con los 7 triunfos (más 1 empate y 2 derrotas) le valieron para en los partidos de vuelta obtener solo 2 victorias y ascender. 
Y ya lo había anticipado Forestello, el entrenador que regresó en la gran apuesta de la dirigencia y que ya tenía el cariño de los hinchas ganados por su anterior paso en primera cuando estuvo a un triunfo de salvarlo. Ahora, el "Yagui" tuvo su revancha. Siempre resaltó que con 30 puntos daba el gran salto y así fue (sumó 31). Fue su recompensa más allá de todos los sinsabores por los que pasó. Porque siempre y en silencio la peleó. Estalló en la 5.ª fecha cuando superaron 2-0 a Nueva Chicago. Mandó al tacho los rumores sobre su salida y tiró una frase que motivó el cambio del rumbo del equipo para meter 5 victorias al hilo: "Es hora que tiremos para el mismo lado y dejemos de estar con la guillotina al cuello si algún resultado no se da".
Si bien todos los jugadores de aquel plantel de San Martín pasaron por momentos buenos y malos a lo largo de ese torneo, se puede destacar la participación de cuatro de ellos, quienes terminaron formando la columna vertebral del equipo que ascendió a Primera División.
Luis Ardente tuvo un gran torneo. Jugó todos los partidos y salió lesionado con Instituto en Concepción (triunfo por 2-0), donde fue reemplazado por Leonardo Corti. El arquero disputó 20 partidos y solo le convirtieron 12 goles. Sin embargo fue fundamental en varios partidos con sus atajadas, que terminaron salvando al equipo en momentos difíciles.
Renzo Vera fue titular siempre, excepto cuando estuvo suspendido. Jugó 19 partidos en la zaga verdinegra y llegó a convertir dos goles, ante Douglas Haig en el debut y de penal frente a Gimnasia de Jujuy, ambos en Concepción. En la mayoría de los partidos formó una pared junto a Francisco Mattia, pero también fue víctima del bajón futbolístico que afectó al equipo.
En el mediocampo, el dueño fue Maximiliano Bustos. El Mencho disputó 19 encuentros y, con su experiencia, se hizo amo y señor del equilibrio verdinegro desde el primer partido. Formó dupla con Marcos Gelabert, Nicolás Pelaitay y Ramiro López, encontrando en este último su mejor socio. Bustos tuvo un gran torneo, exceptuando el mal momento que afectó a todos.
Por último, Marcos Figueroa llegó para ser goleador y no defraudó, a pesar de haber marcado solo tres goles hasta el último partido (ante Aldosivi, Colón y Argentinos Juniors), fue vital en el ataque verdinegro. Formó una gran dupla con Carlos Bueno en la primera ronda y juntos llegaron a marcar 7 tantos. Luego, al igual que sus compañeros, fue víctima del bajón, pero logró revertir esa imagen en el partido más importante del certamen: esa inolvidable tarde ante Ferro, marcando el segundo gol y teniendo una actuación por demás destacada.

#### La tarde del ascenso
El 7 de diciembre de 2014 por la última fecha del Torneo B Nacional 2014, San Martín definía su historia contra Ferro. Una victoria lo llevaba a Primera División de forma directa, mientras que un empate o una derrota hacía que dependiera de resultados de otros equipos.
San Martín salió decidido y a los 3’ López reventó el travesaño con su cabezazo. Y la revancha le cayó sobre los 6’, cuando Figueroa encaró con pelota dominado, dejó en ridículo a Páez y metió el centro para el frentazo de López que abrió la tarde en Concepción con el 1-0. El santo Se sacó la presión y el nerviosismo de entrada y pudo hacer su juego. Volvió a triunfar y a convertir tras 5 partidos.
Lo que vino después fue un convencimiento que el partido estaba a pedir del local. Ganó las segundas pelotas, fue profundo y desnudó falencias en Ferro. Que tuvieron el segundo premio sobre los 21’, tras la habilitación precisa de Rodrigo Alaniz para dejar mano a mano a Figueroa, quien definió cruzado y el estadio estalló.
Ferro solo insinuó con centros por la altura de sus jugadores, pero al no tener peligro la gente ya empezó a cantar y a celebrar el ascenso. Más cuando en el complemento el Verdinegro siguió dominando y ahogando a Ferro. Ingresó Carlos Bueno y en la primera casi anotó el tercero, pero lo cerró Milano definiendo cruzado a los 23’, para después festejar el ascenso y el regreso a primera.
| \| Formación \| \| Luis Ardente \| \| Raúl Iberbia \| \| Renzo Vera \| \| Juan Mattia \| \| Javier Capelli \| \| Marcos Gelabert \| \| Ramiro Lopez \| \| Maximiliano Bustos \| \| Marcos Figueroa \| \| Mauro Milano \| \| Carlos Bueno \| \| Rubén Forestello \| Ardente · Iberbia · Vera · Mattia · Capelli · Gelabert · Pinedo / · Lopez · Figueroa/ · Bueno · Bustos · Milano · Salas · |
| Formación |
| Luis Ardente |
| Raúl Iberbia |
| Renzo Vera |
| Juan Mattia |
| Javier Capelli |
| Marcos Gelabert |
| Ramiro Lopez |
| Maximiliano Bustos |
| Marcos Figueroa |
| Mauro Milano |
| Carlos Bueno |
| Rubén Forestello |

| Formación          |
| Luis Ardente       |
| Raúl Iberbia       |
| Renzo Vera         |
| Juan Mattia        |
| Javier Capelli     |
| Marcos Gelabert    |
| Ramiro Lopez       |
| Maximiliano Bustos |
| Marcos Figueroa    |
| Mauro Milano       |
| Carlos Bueno       |
| Rubén Forestello   |

### Cuarto período en Primera
En el campeonato de 2015 tuvo un moderado desempeño, que le permitió finalizar en el puesto 17, clasificando a la Liguilla Pre-Sudamericana donde quedó rápidamente eliminado ante Gimnasia y Esgrima La Plata. De este torneo, se destacaron dos históricos triunfos: el 2 a 1 a San Lorenzo de Almagro en el Nuevo Gasómetro, el 28 de febrero por la fecha 3, con los goles de Bueno y Figueroa; y el 1 a 0 a River Plate en El Monumental, el 17 de agosto por la fecha 20, con el gol de Pumpido a los 5 minutos del segundo tiempo.

#### Nuevo descenso
El 7 de abril de 2019, el club fue nuevamente condenado al descenso. Aquel día, logró un esperanzador triunfo por 2 a 1 sobre Talleres de Córdoba con los goles de Gelabert, pero el triunfo de Patronato le impidió salir de la zona de descenso. El flojo desempeño de los torneos anteriores no fue una excepción en el torneo de 2018-19, siendo el causante de su reducido promedio lo que lo condenó a volver a la B Nacional.

### Actualidad
El domingo 8 de diciembre de 2024, San Martín venció por 2 a 0 a Gimnasia y Esgrima de Mendoza, y ascendió por cuarta vez en su historia a Primera División. Los goles de la hazaña fueron anotados por Federico González y Nazareno Fúnez a los 55 y 78 minutos, respectivamente. El equipo logró el segundo ascenso luego de disputarse los primeros puestos de la Zona A con San Martín de Tucumán, finalizando en segundo lugar y clasificando al Torneo Reducido, donde logró vencer a Gimnasia y Tiro, All Boys y Nueva Chicago.

## Afición
La Barrabrava del club se hace llamar La Banda del Pueblo Viejo, que alientan desde la popular Norte en cada partido que se disputa como local.

## Campeonatos disputados
Antes de la creación de la Liga Sanjuanina de Fútbol, San Martín de San Juan había obtenido campeonatos en los años 1910, 1917, 1919 y 1920. Oficialmente y por la Liga Sanjuanina, se adjudicò los torneos del año 1921, 1924, 1926, 1932, 1937, 1940, 1941, 1943, 1948, 1951, 1954, 1955, 1956, 1957, 1960, 1964, 1967, 1969, 1977, 1980, 1989, 1990, 1992, 1994 y 2012. destacando que obtuvo 22 subcampeonatos entre los años mencionados.
En 1968 clasificó a un Torneo Promocional junto a equipos directa e indirectamente afiliados a la AFA, obteniendo el tercer puesto entre ocho equipos. 
Participó en el Torneo Nacional de 1970 en Primera división, quedando en el último puesto del Grupo B, entre diez equipos, con 4 victorias, 5 empates y 11 derrotas. 
En la temporada 1991/92 participó en el Nacional B, pero descendió tras realizar una pobre campaña, cosechando 33 puntos sobre 126 en juego. Retornó para la temporada 1995/96, logrando en su primer año clasificar al Torneo Reducido por el segundo ascenso a Primera A. En las dos siguientes temporadas logró avanzar a la segunda ronda, y entre el 1998/99 y el 2000/01 al Torneo Reducido. Tras un largo tiempo sin logros y con algunos sobresaltos, al finalizar la temporada 2004/05 debió revalidar su lugar, al evitar la promoción, contra Racing de Córdoba, al que derrotó 1-0 en terreno neutral (estadio único de la plata). 
En 2005/06 logró nuevamente la clasificación al Torneo Reducido, pero cayó derrotado ante Huracán. Al año siguiente, y tras obtener la segunda mejor colocación en la tabla general, nuevamente debía enfrentarse a Huracán, pero en esta oportunidad por un ascenso directo. El partido de ida terminó en una derrota como visitante por 1-0, pero como local el equipo sanjuanino logró dar vuelta el resultado con un 3-1, en un partido sumamente polémico que lo depositó en Primera División tras 37 años. 
Llegó a la primera división del fútbol argentino de la mano de Teté Quiroz como entrenador, Luis Tonelotto, Sebastián Brusco y César Monasterio como jugadores claves. El equipo no pudo mantener esa plaza en primera y regreso a Primera B Nacional. Tuvo una temporada muy buena en su retorno a la segunda categoría del fútbol argentino en la cual quedó a pocos puntos de jugar la promoción. En la temporada 2009/2010 obtuvo un récord de cosecha de puntos en una sola ronda al conseguir 41 superando el récord de Godoy Cruz de Mendoza que había hecho 40 puntos. Parecía que el regreso a primera era fácil pero no se dio debido a la mala campaña realizada en la segunda ronda.
En la temporada 2010 / 2011 el equipo termina en el tercer lugar de la tabla general lo que le permite jugar una promoción para ascender. El domingo 26 de junio de 2011 recibió de local a Gimnasia y Esgrima, que había terminado el torneo empatado en promedio con Huracán; a quien venció en un desempate jugado en la cancha de Boca. El partido de ida de promoción terminó 1 a 0 con gol de Roberval. En el partido de vuelta el 30 de junio de 2011, visitó a Gimnasia y Esgrima en el Bosque Platense, abriendo la cuenta Sebastián Penco para el verdinegro y empatando para el tripero Vizcarra. El encuentro terminó 1 a 1, con resultado global de 2 a 1 en favor de San Martín. De esta manera el verdinegro, dirigido por Daniel Garnero logra el ascenso a la primera división y decreta el descenso del Lobo a la B Nacional. 
San Martín se convirtió en el único equipo de San Juan en lograr 3 ascensos a la Primera División del fútbol argentino. Esto ocurrió en los años 2006/07, 2010/11 y 2014. El 13 de abril de 2013 consiguió un triunfo histórico al derrotar a Boca Juniors por 6 a 1 cortando una racha de 16 partidos sin ganar. El 23 de junio de 2013 River Plate le gana por un contundente marcador de 3-1, de esta forma el equipo Sanjuanino desciende a la Segunda División del fútbol argentino.

## Presidentes
El primer presidente de San Martín -en el año 1907- fue don Amador Navarro, designado en la histórica reunión inicial de comisión directiva del club. En algunos apuntes el que figura como el primer presidente es Octavio Alcotta, pero este, dueño de la peluquería donde se llevó a cabo la reunión, fue designado presidente honorario como reconocimiento a su fidelidad con el nuevo club.
Luego, por dos años, de 1908 a 1910, lo sucedió en el cargo Benjamín Conturso, a quién reemplazó en el '11 Leovigildo Kolpp. En 1912 se hizo cargo de la presidencia Walter Kirby. Ese mismo año y por todo 1913 volvió Benjamín Conturso.
En 1914 ocupó el cargo Carlos Zúñiga y en 1915 Juan Carlos Orellano, quien al renunciar, fue reemplazado por don Antonio Linares.
En el año 1916 resulta elegido, por segunda vez Juan Carlos Orellano, que dirige la institución hasta el año 1917, tras su renuncia pasó a ocupar esa función Bosco Sarich.
Desde los años 1918 hasta 1922, retorna, por tercera vez a la presidencia Juan Carlos Orellano, a quien sucede en los años 1923 y 1924, don Octavio Alcotta.
En los años 1925 Y 1926 preside el club, Nicolás Correa, tras cuya gestión llega a la presidencia en 1927 don José T. Tourres, luego de cuya renuncia se hizo cargo para completar el período el señor Reginaldo Olivares.
En 1928 la responsabilidad de la presidencia recae en Eduardo Platero, sucediéndose en la función, en 1929 Juan Espinoza y en 1930 Vicente Salandria. Para los años 1931 y 1932 es electo don Antonio Gómez. Posteriormente ocuparon el máxima cargo en forma sucesiva: Sixto Sotelo, Carlos Virgilio Yanzón, José Barbano, González Fernández, Ramón Guajardo, Azad Pósleman, Nicolás Correa, Aldo Negri y Elio Sánchez.
En el período 1951/55 rige los destinos del club el ingeniero Rinaldo Viviani a quien sucede, hasta el año 1957 el doctor Carlos Virgilio Yanzón (reelegido por tercera vez), Pablo Gargiulo y Carlos A. Toro Alday. En el período 1964/65 ejerce la presidencia el señor José Miguel Escobar y desde 1966 hasta 1969 pasa a ser titular de la entidad el señor Miguel Sánchez Rodríguez, sucediéndole en el año 1970 el señor Evaristo Di Luciano y desde 1971 hasta 1983 ocupa la presidencia el ingeniero Hilario Sánchez Rodríguez (reelegido). El período 1984/85 encuentra al frente de la institución a Antonio Rodolfo García. Para el período 1986/87 resulta reelegido el señor Miguel Sánchez Rodríguez.
En 1989 el cargo de presidente recae en Jorge Alberto Escobar. En los años 1991 y 1992 son responsables de la titularidad del club, sucesivamente, los señores Alberto Paz y Enrique González. El período 1993/1994 es ejercido por Juan José Chica, sucediéndole en el año 1996 Alberto Paz (reelegido) y finalmente, para el período que abarca los años 1997/98 es reelegido Juan José Chica.
Después Chica renuncia, tras lo que se hace cargo de la presidencia el señor Alejandro Muñoz. Luego le sucede Adolfo "Purruco" Antuña y a este Rogelio Mallea (hijo), quien también renuncia y vuelve Purruco Antuña.
Jorge Miadosqui se hace cargo de la presidencia en julio de 2004 y es Roberto Petrignani quien lo sucede en el 2008. En 2014 vuelve a haber elecciones y, al no presentarse otra lista, Pablo Slavutsqui es automáticamente electo el nuevo presidente del club. En 2019 se lleva a cabo una nueva elección de presidentes donde se presentó la lista de Hermes Rodríguez, que dieron de baja por falsificación de firmas y quedó de presidente automáticamente Jorge Miadosqui.
La actual comisión directiva de San Martín de San Juan está formada.
| Comisión Directiva |
| |
| - Presidente: - Jorge Miadosqui - Vicepresidente 1°: - Pablo Slavutsqui - Vicepresidente 2°: - Luis Lorenzo - Secretario: - Marcelo Saldívar - Tesorero: - Luis Lorenzo |
| |

## Estadio
El Estadio Hilario Sánchez es un estadio de fútbol ubicado en la provincia de San Juan, en la zona de Concepción en la Calle Mendoza 1164 Norte 5400 (31°31′10″S 68°31′47″O / -31.519582, -68.529631), fue inaugurado el 9 de septiembre de 1951 y lleva ese nombre en honor al ingeniero Hilario Sánchez. En él se disputan los partidos de fútbol que el Club Atlético San Martín de San Juan juega como local.
Este estadio posee una superficie de pasto muy bien cuidado con tecnología de punta en el país, y tiene una dimensión de 105 x 75 m.
El 16 de junio del 2007 San Martín de San Juan logró el ascenso a la Primera División del Fútbol Argentino por primera vez en su historia, tras vencer agónicamente a Huracán en San Juan. Su estadio, hasta ese entonces, contaba con una capacidad de 13 000 personas. La Comisión Directiva, con ayuda del Gobierno de San Juan, comenzó apenas una semana después del ascenso la remodelación necesaria para recibir a Club Atlético San Lorenzo de Almagro, en la segunda fecha del Torneo Apertura. En tiempo récord (poco más de un mes), se construyó la nueva popular norte, con una capacidad para 14.000 personas. Además, se montaron veinte nuevas cabinas para la prensa, baños en los diferentes accesos y se reacondicionaron los vestuarios.
A partir de allí, se convirtió en el cuarto estadio más importante de la región de Cuyo detrás del Estadio Malvinas Argentinas de Mendoza, del Estadio del Bicentenario de San Juan.
El 26 de enero de 2010 albergó el partido amistoso en que la selección de fútbol de Argentina, dirigida por Diego Maradona, se enfrentó a la selección de fútbol de Costa Rica
Es el segundo estadio más importante de San Juan después del Estadio del Bicentenario y el cuarto mejor de la Región del Nuevo Cuyo. Cuenta con capacidad para 26.500 personas y su última remodelación fue realizada cuando el Club obtuvo su último ascenso a la Primera División del Fútbol Argentino. En el 2011 Extendiendo y remodelando la platea oeste, pintando nuevamente las tribunas y cambiando las butacas.

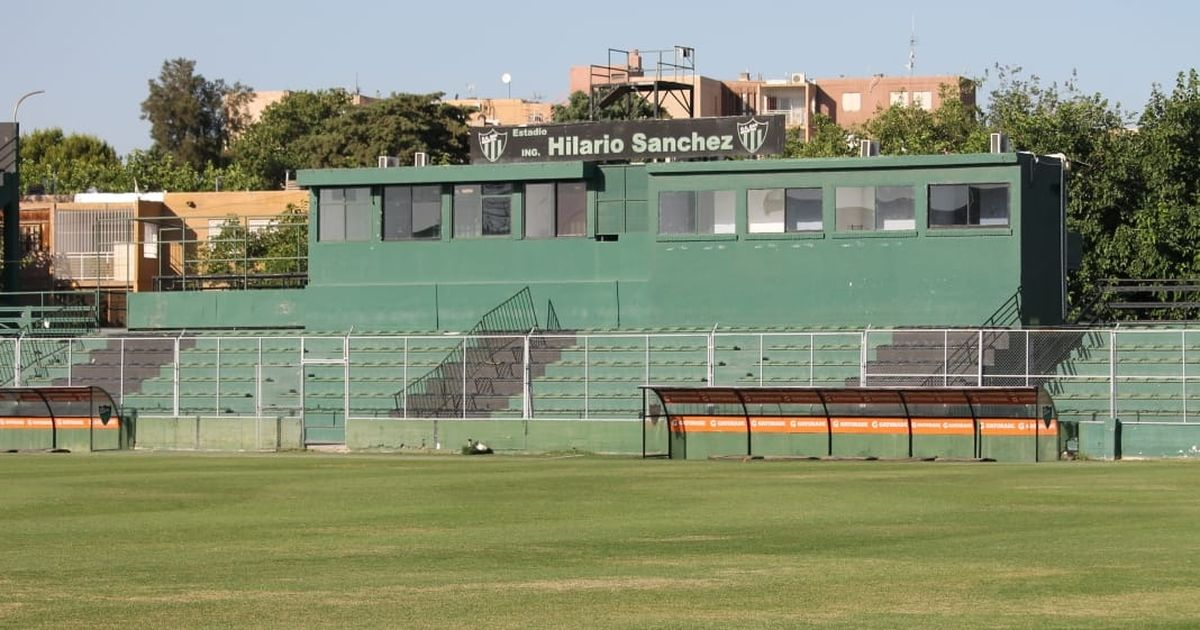
Platea Alta durante el atardecer sanjuanino en el Estadio Ing. Hilario Sánchez.
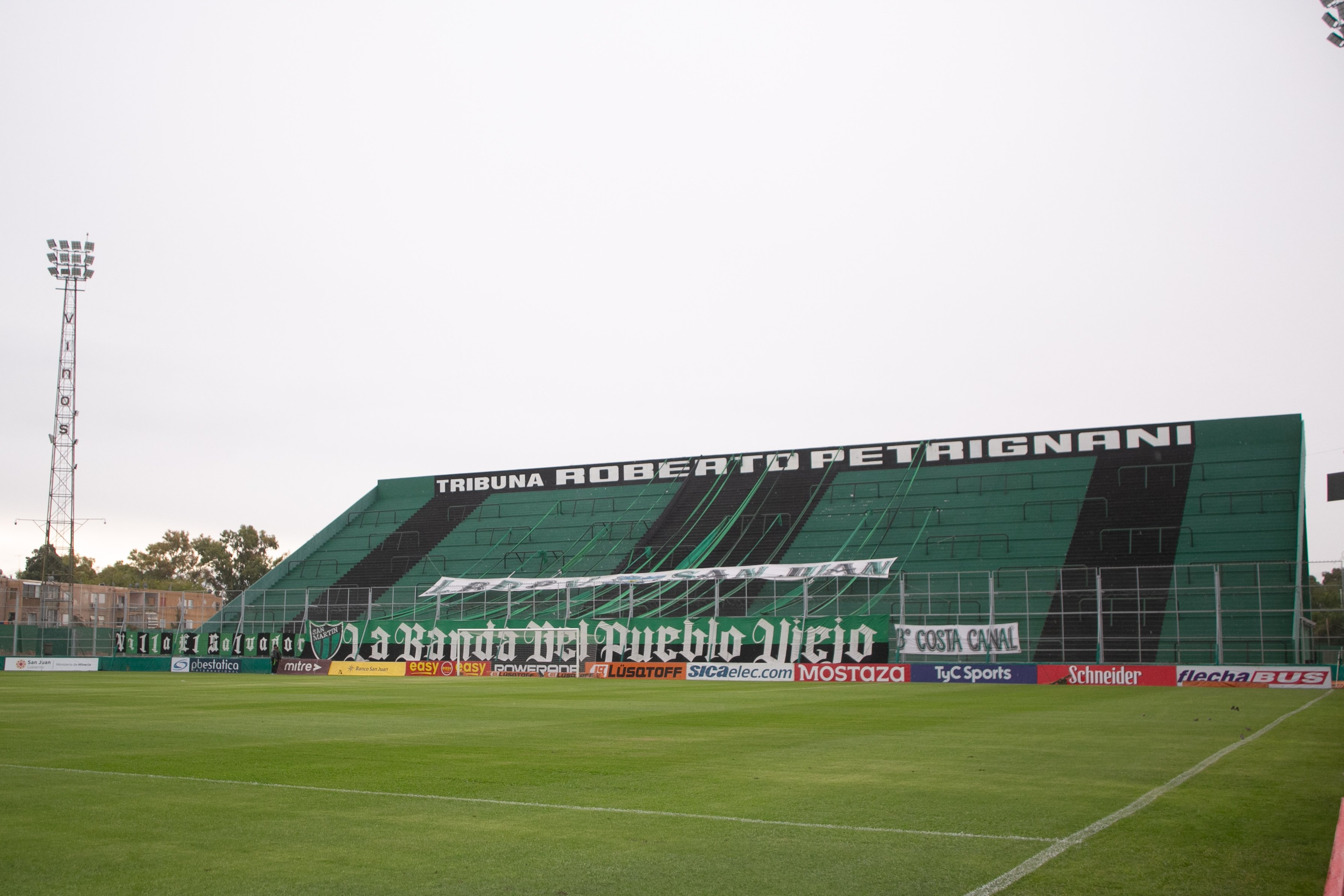
Cabecera norte, del Estadio Ing. Hilario Sánchez.
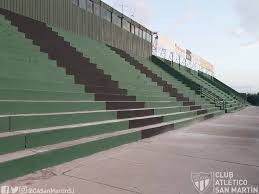
Platea Este, del estadio Ing. Hilario Sánchez

## Clásicos
El clásico rival de San Martín es el Club Atlético de la Juventud Alianza, ya que ambos eran los clubes más longevos de la ciudad (luego Juvenud Alianza se mudó a Villa Krause, y posteriormente a Santa Lucía -donde continúa-, ciudades del Gran San Juan), aunque actualmente el partido no se juega en forma oficial desde hace muchos años debido a encontrarse en diferentes categorías (Juventud Alianza compitió en la cuarta división del fútbol argentino, el Torneo Regional Federal Amateur).
También mantiene una fuerte rivalidad con el Club Sportivo Desamparados y con el Club Atlético Unión (Villa Krause) siendo los 3 equipos más populares de la provincia de San Juan.
Otra fuerte rivalidad es con el Club Deportivo Godoy Cruz Antonio Tomba debido a que es el club cuyano con el que se ha cruzado de forma más reiterada desde 1990 (tanto en primera como en segunda división), lo que suma a la rivalidad regional que existe entre las provincias de San Juan y Mendoza. En el Apertura 2011, se volvieron a enfrentar gracias al retorno de San Martín a la Primera división del fútbol argentino, dicho encuentro se disputó el día miércoles 26 de octubre en el Estadio Mundialista de Mendoza, donde el equipo verdinegro llevó un marco de público aproximadamente 7.500 personas, teniendo en cuenta que el número podría haber sido mayor pero debido a la negligencia policial de la policía Mendocina muchas personas no pudieron presenciar el encuentro. El resultado final fue un 2 a 2 con goles de Penco y Raúl Saavedra para el verdinegro y dos goles de Ramírez para el Tomba.
El 26 de abril de 2012 por el Torneo Clausura se vieron nuevamente las caras, San Martín y Godoy Cruz quedándose con ese partido el club verdinegro por 1 a 0. Luego, en Torneo Final 2013 el triunfo fue para el equipo mendocino por 3 a 2, donde San Martín fue local en el Estadio Bicentenario de San Juan.

#### Historial
| Contexto                     | Jugados | Ganados por San Martín 👑 | Empates | Ganados Godoy Cruz |
| ---------------------------- | ------- | ------------------------- | ------- | ------------------ |
| Todos los partidos oficiales | 62      | 30                        | 14      | 18                 |

## Uniforme
- Titular: Camiseta negra con rayas verticales verdes, pantalón negro y medias negras.
- Alternativo: Camiseta blanca con dos franjas verticales verde y negra, pantalón blanco, medias blancas.

| 1907-1999, 2001-presente | 1999-2000 | 2000-2001 | 2002 |

Ediciones especiales
| Alternativo (2001-02) | Alternativo (2009-10) |

### Últimos Uniformes
- 2024

|  |  |  |

- 2022-23

|  |  |  |

- 2019-21

|  |  |  |

- 2018-19

|  |  |  |

- 2017-18

|  |  |  |

- 2016-17

|  |  |  |

- 2015-16

|  |  |  |

- 2013-14

|  |  |  |

- 2012-13

|  |  |  |

- 2011-12

|  |  |  |

### Indumentaria y patrocinadores
| Período       | Logo | Proveedor   |
| ------------- | ---- | ----------- |
| 1980-1982     |      | Sportlandia |
| 1983-1989     |      | Adidas      |
| 1990          |      | Uhlsport    |
| 1991-1992     |      | Adidas      |
| 1992-1993     | -    | Idecamp     |
| 1994-1995     |      | Puma        |
| 1995-1997     |      | Lotto       |
| 1997-1999     |      | Reusch      |
| 1999-2001     |      | Kelme       |
| 2001-2002     |      | Reusch      |
| 2002-2003     |      | Ultra       |
| 2004-2005     |      | Sport 2000  |
| 2006-presente |      | Mitre       |

| Período       | Proveedor                                  |
| ------------- | ------------------------------------------ |
| 1981-1988     | Gobierno de San Juan                       |
| 1989-1992     | UPCN                                       |
| 1992-1993     | TVO/Diario de Cuyo                         |
| 1994-1995     | Gobierno de San Juan/Futura AFJP           |
| 1995-1996     | Futura AFJP                                |
| 1996-1997     | Esco                                       |
| 1997-1998     | Pasión Deportiva/Supercanal                |
| 1998-1999     | Banco San Juan/Pasión Deportiva/Supercanal |
| 1999-2000     | Banco San Juan                             |
| 2000-2001     | Finca Natalina                             |
| 2001-2002     | Ninguno                                    |
| 2002-2003     | Farmacia Del Centro                        |
| 2004-2005     | Resero                                     |
| 2006-2007     | Super Vea                                  |
| 2007-2014     | San Juan Minero                            |
| 2014-2016     | Casablanca / San Juan Minero               |
| 2016-presente | San Juan                                   |

## Datos del club

### Participaciones en torneos deAFA
Actualizado el 7 de diciembre de 2024

### Temporadas
- Temporadas en 1ª: 10 (Nacional 1970, 2007/08, 2011/12–2012/13, 2015–2018/19, 2025–)
- Participación en Torneos Nacionales: 1 (Nacional 1970)
- Participación en el Torneo Promocional: 1 (Promocional 1968) 
  - Mayores goleadas conseguidas:
- San Martín 6-1 Boca Juniors (13 de abril de 2013)[55]
- San Martín 4-0 Arsenal (8 de octubre de 2012)[56] 
- San Martín 4-0 Quilmes (23 de octubre de 2012)[57]
  - Mayores goleadas recibidas:
- Newell's Old Boys 6-1 San Martín (18 de diciembre de 2016)
- Atlanta 5-1 San Martín (1 de noviembre de 1970)
- Gimnasia la Plata 5-1 San Martín (20 de noviembre de 2015)
  - Mejor puesto logrado: 9º (Apertura 2011 y Final 2013)
  - Peor puesto obtenido: 19º (Apertura 2007)
  - Máximo goleador en Primera División: Luis Tonelotto (15 goles)

- Temporadas en 2ª: 24 (Primera B Nacional 1991/92, 1995/96–2006/07, 2008/09–2010/11, 2013/14–2014, 2019/20–2024)
  - Mayores goleadas conseguidas:
- San Martín 7-0 San Martín de Tucumán (2 de abril de 2000)
  - Mayor goleada recibida: Los Andes 7-1 San Martín (2 de marzo de 1996)
  - Mejor puesto logrado: 3º (Clausura 2006 y 2010/11)
  - Peor puesto obtenido: 20º (Apertura 2003)

### Goleadores históricos y mayores presencias
| Jugador            | Goles |
| ------------------ | ----- |
| 1. Eduardo Merino  | 169   |
| 2. Pablo Marini    | 67    |
| 3. Sebastián Penco | 51    |
| 4. Luis Tonelotto  | 31    |
| 5. Alejandro Ortiz | 28    |
| 6. Gastón Caprari  | 27    |

| Jugador             | Partidos |
| ------------------- | -------- |
| 1.Eduardo Merino    | 362      |
| 2.Alberto Rodríguez | 319      |
| 3.Alejandro Gómez   | 239      |
| 4.Luis Ardente      | 232      |
| 5.César Monasterio  | 218      |
| 6.Mario Artes       | 180      |
| 7.Pablo Marini      | 167      |

Actualizado el 30 de septiembre de 2016

### Ascensos
- ⭐ Clasificación al Torneo Nacional de Primera División: 1970
- ⭐ Torneo del Interior a Primera B Nacional: 1991
- ⭐ Torneo del Interior a Primera B Nacional: 1995
- ⭐ Primera B Nacional a Primera División: 2007
- ⭐ Primera B Nacional a Primera División: 2011
- ⭐ Primera B Nacional a Primera División: 2014
- ⭐ Primera B Nacional a Primera División: 2024

### Ídolos históricos
| Trayectoria en el club | País                 | Jugador              | Posición       | Partidos en el club | Goles en club | Notas                                                       |
| ---------------------- | -------------------- | -------------------- | -------------- | ------------------- | ------------- | ----------------------------------------------------------- |
| 2009-2013              | Bandera de Argentina | Sebastián Penco      | Delantero      | 110                 | 51            | -                                                           |
| 2011-2020              | Bandera de Argentina | Luis Ardente         | Arquero        | 232                 | 16            | (Arquero con más partidos en la historia de la institución) |
| 2000-2007              | Bandera de Argentina | César Monasterio     | Arquero        | 218                 | 0             | -                                                           |
| 2017-2021              | Bandera de Argentina | Raúl Antuña          | Delantero      | 103                 | 13            | -                                                           |
| 2005-2009              | Bandera de Argentina | Luis Tonelotto       | Delantero      | 100                 | 31            | -                                                           |
| 2021-                  | Bandera de Argentina | ● Sebastián González | Centrocampista | 100                 | 28            | -                                                           |
| 1940-1965              | Bandera de Argentina | Eduardo Merino       | Delantero      | 362                 | 169           | (Máximo goleador histórico)                                 |
| 2023-                  | Bandera de Argentina | ● Matías Borgogno    | Arquero        | 48                  | 0             | (Valla menos vencida, arco invicto 730+ min)                |
| 1992-1996              | Bandera de Argentina | Rodolfo Rodríguez    | Centrocampista | 147                 | 20            | -                                                           |
| 2007-2008              | Bandera de Argentina | Alejandro Cano       | Delantero      | 18                  | 2             | -                                                           |
| 2006-2008              | Bandera de Argentina | Sebastián Brusco     | Defensor       | 33                  | 8             | -                                                           |
| 2010-2012              | Bandera de Argentina | Reinaldo Alderete    | Centrocampista | 66                  | 1             | -                                                           |
| 1997-2001              | Bandera de Argentina | Pablo Marini         | Delantero      | 120                 | 69            | -                                                           |
| 2014-2019              | Bandera de Argentina | Marcos Gelabert      | Centrocampista | 142                 | 10            |                                                             |

- Jugadores en negrita continúan activos ● Pelota negra indica jugadores activos

## Organigrama Deportivo

### Plantel 2025
- Los equipos argentinos están limitados a tener un cupo máximo de seis jugadores extranjeros, aunque solo cinco podrán firmar la planilla del partido

#### Altas
| Verano               |                |                             |          |   |
|                      |                |                             |          |   |
| Invierno             |                |                             |          |   |
| Santiago Salle       | Defensa        | Club Atlético Independiente | Préstamo | 0 |
| Pablo García Lafluf  | Centrocampista | Plaza Colonia               | Libre    | 0 |
| Matías Orihuela      | Defensa        | Club Atlético Tucumán       | Libre    | 0 |
| Ignacio Maestro Puch | Delantero      | Club Atlético Independiente | Préstamo | 0 |
| Julián Marchio       | Defensa        | Club Sportivo Luqueño       | Libre    | 0 |

### Invierno
| Bajas Invierno   | Bajas Invierno | Bajas Invierno                  | Bajas Invierno        |
| Jugador          | Posición       | Destino                         | Coste                 |
| ---------------- | -------------- | ------------------------------- | --------------------- |
| Nicolás Pelaitay | Mediocampista  | Club Atlético Defensores Unidos | Rescisión de contrato |

### Verano
| Bajas Verano   | Bajas Verano           | Bajas Verano | Bajas Verano      |
| Jugador        | Posición               | Destino      | Coste             |
| -------------- | ---------------------- | ------------ | ----------------- |
| Nombre Jugador | Plantilla:Pos Posición | Club Destino | Costo o condición |

#### Cesiones
| Cesiones         | Cesiones  | Cesiones              | Cesiones         |
| Jugador          | Posición  | Destino               | Fin del préstamo |
| ---------------- | --------- | --------------------- | ---------------- |
| Leandro Regalado | Delantero | Colón Junior          | 31-12-2024       |
| Luciano Riveros  | Delantero | Ferro de General Pico | 31-12-2024       |

#### Palmarés
| Torneos Nacionales             | Torneos Nacionales | Torneos Nacionales            |
| Competición                    | Títulos | Ascensos                      |
| Segunda División               | Segunda División | Segunda División              |
| ------------------------------ | --- | ----------------------------- |
| Torneo Regional (0/1)          | - | 1970.                         |
| Primera B Nacional (0/4)       | - | 2006-07, 2010-11, 2014, 2024. |
| Tercera División               | |                               |
| Torneo del Interior (1/1)      | 1994/95. | 1990/91,                      |
|                                | |                               |
| Torneos Regionales             | |                               |
| Competición                    | Títulos | Subcampeonatos                |
| Campeonato de San Juan (4)     | 1910, 1917, 1919 y 1920. | Se desconoce.                 |
| Liga Sanjuanina de Fútbol (26) | 1921, 1924, 1926, 1932, 1937, 1940, 1941, 1943, 1948, 1951, 1954, 1955, 1956, 1957, 1960, 1964, 1967, 1969, 1977, 1980, 1989, 1990, 1992, 1994, 1995 y 2012. | Se desconoce.                 |

### Torneos amistosos
| ⭐ Torneos amistosos ganados | ⭐ Torneos amistosos ganados |
| Torneo                       | Año                          |
| ---------------------------- | ---------------------------- |
| Triangular de San Juan       | 1994                         |
| Copa San Juan Minero         | 2012                         |
| Copa Amistad                 | 2015                         |
| Copa BBVA San Juan           | 2017                         |

## Entrenadores
- 1995-1996:  Pablo Comelles
- 1996:  Horacio Bongiovanni
- 1996:  Omar Larrosa
- 1996:  Héctor Allende
- 1997:  Juan Etchecopar
- 1997:  Héctor Allende
- 1997:  Alberto Tardivo
- 1997-1999:  Víctor Riggio
- 1999:  Juan Carlos Merlo
- 1999:  Fernando Donaires
- 1999:  Néstor Craviotto
- 2000:  Juan Pagés
- 2000:  Eduardo Anzarda
- 2000-2001:  Rubén Agüero
- 2001:  Ricardo Zielinski
- 2001-2002:  Ramón Aguirre Suárez
- 2001:  Óscar Escoda (INT)
- 2002:  Humberto Zuccarelli
- 2002:  Huberto Piozzi y Víctor Cabello (INT)
- 2003-2004:  Marcelo Straccia
- 2004-2005:  Salvador Ragusa
- 2005:  Roque Alfaro
- 2006:  Julio César Toresani
- 2006-2007:  Gustavo Quinteros
- 2007-2008:  Fernando Quiroz
- 2008:  Rolando Rodríguez (INT)
- 2008:  Pablo Marini
- 2009:  Néstor Craviotto
- 2009:  Rolando Rodríguez (INT)
- 2009-2010:  Enrique Hrabina
- 2010:  Fernando Quiroz
- 2010-2011:  Darío Franco
- 2011:  Daniel Garnero
- 2012:  Facundo Sava
- 2012:  Marcelo Vivas (INT)
- 2012:  Gabriel Perrone
- 2012-2013:  Rubén Forestello
- 2013:  Juan Manuel Azconzábal
- 2014:  Rubén Forestello
- 2015:  Carlos Mayor
- 2015-2016:  Pablo Lavallén
- 2016:  Hugo Galoni
- 2017-2018:  Néstor Gorosito
- 2018:  Walter Coyette
- 2018-2019:  Rubén Forestello
- 2019-2020:  Alfredo Grelak
- 2020-2021:  Paulo Ferrari
- 2021-2022:  Luigui Villalba
- 2023:  Andrés Yllana
- 2023:  Cesar Monasterio
- 2024:  Jose María Martinez
- 2024-2025:  Raúl Antuña
- 2025-Act.:  Leandro Romagnoli

(INT): Directores Técnicos interinos.

### Destacados
- Directores técnicos destacados a lo largo de la historia.

| Entrenador       | Período    | Partidos | Éxitos |
| ---------------- | ---------- | -------- | --- |
| Fernando Quiroz  | 2006-2007  | 81       | Ascenso a Primera División en 2007 Ganó el partido definitorio contra Huracán de Parque Patricios así consiguiendo por primera vez el ascenso a la máxima categoría del fútbol argentino |
| Daniel Garnero   | 2010-2011  | 63       | Ascenso a Primera División en 2011 Es el técnico que ascendió a San Martin en la promoción contra Gimnasia de la Plata año 2011                                                          |
| Rubén Forestello | 2013- 2014 | 175      | Ascenso a Primera División Tras ganarle a Ferrocarril Oeste en la última fecha, además es el técnico con más etapas en el club. un total de tres periodos en la institución.             |
| Raúl Antuña      | 2024-2025  | 66       | Ascenso a Primera División en 2024 tras ganar el reducido a Gimnasia de Mendoza en 2024 Logró 70 puntos en la etapa regular                                                              |

## Videojuegos
Videojuegos en los que estuvo integrado San Martín:
- PC Fútbol 6.0
- PC Fútbol Clausura 2000
- PC Fútbol 2001
- Pro Evolution Soccer 2016
- Pro Evolution Soccer 2017
- Pro Evolution Soccer 2018
- Pro Evolution Soccer 2019
- eFootball

- FIFA 16
- FIFA 17
- FIFA 18
- FIFA 19
- EA Sports FC 25